# Hémisphère ouest

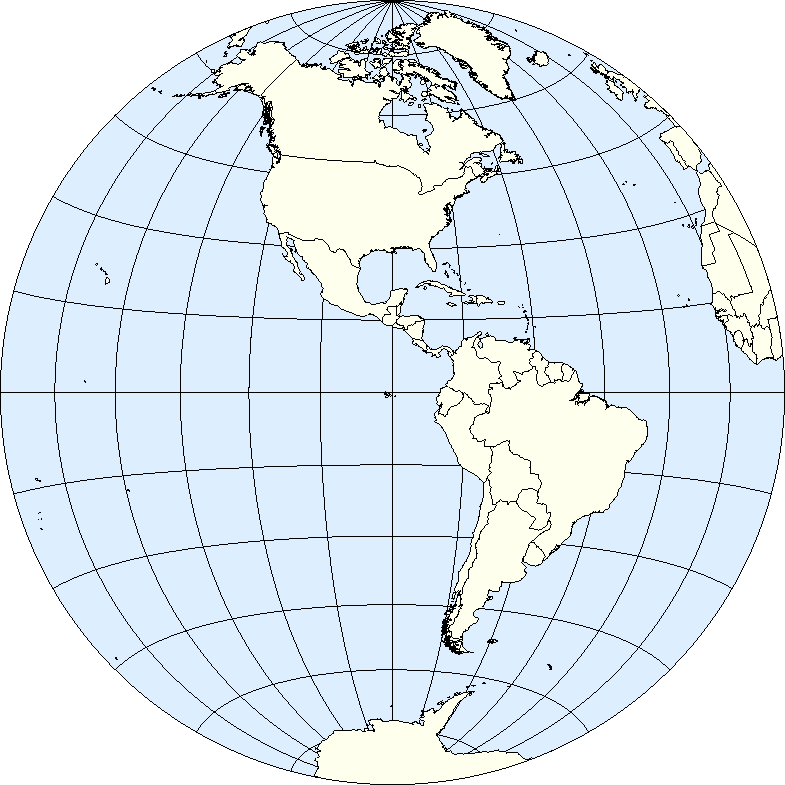
Carte de l'hémisphère ouest.

L'hémisphère ouest, est la moitié de la Terre qui est comprise à l'ouest du méridien de Greenwich jusqu'au 180e méridien. 
Il couvre pour l'essentiel l'ensemble du continent américain, l'ensemble de l'océan Atlantique et une grande partie de l'océan Pacifique. En complément, il couvre les parties occidentales extrêmes du continent européen et du continent africain ainsi qu'une partie de l'Antarctique.
Les longitudes y sont inscrites soit par des nombres négatifs soit par la mention « Ouest » ; par exemple : « -65° » ou « 65° O ».